# Veikko Antero Koskenniemi

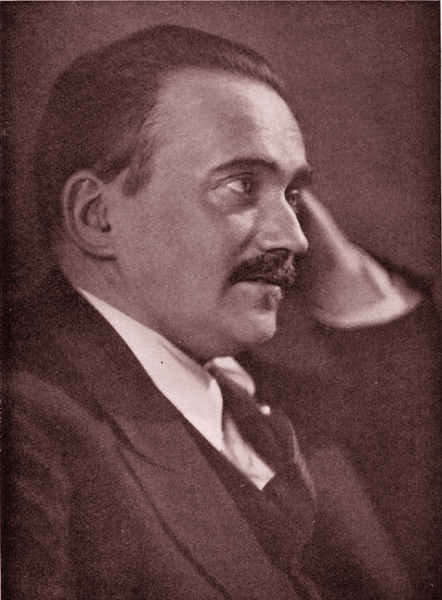
Veikko Antero Koskenniemi

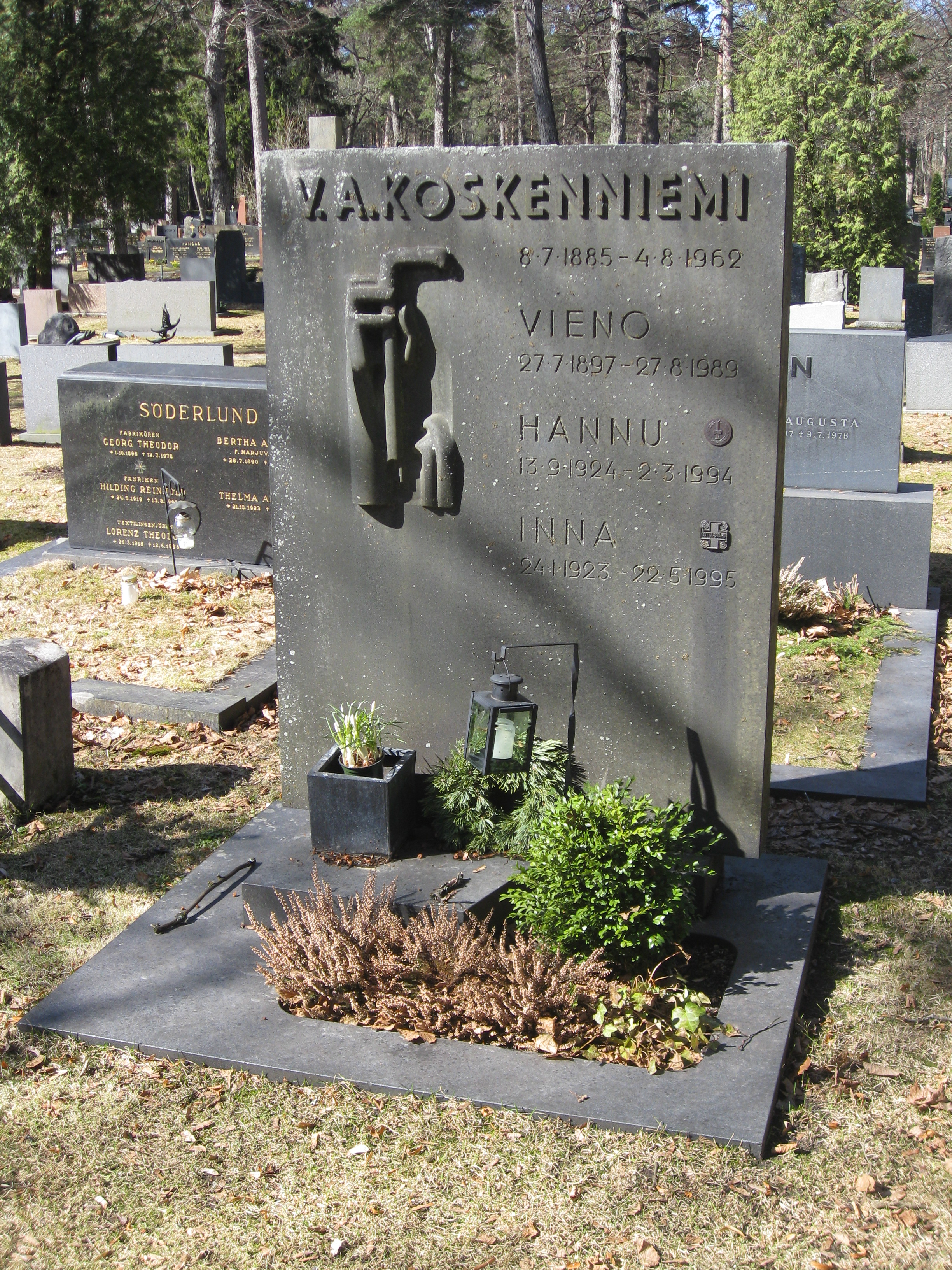
Koskenniemis Grab in Turku

Veikko Antero Koskenniemi (* 8. Juli 1885 in Oulu; † 4. August 1962 in Turku) war ein finnischer Schriftsteller.

## Leben
Im Jahr 1921 wurde Koskenniemi zum Professor für Literaturgeschichte in Turku ernannt; 1948 wurde er Mitglied der Akademie Finnlands (Suomen Akatemia). Koskenniemi war einer der beliebtesten Schriftsteller Finnlands. Seine Vorbilder waren unter anderem Goethe und Johan Ludvig Runeberg.  Bekannt wurde er durch seine Gedichte, Reisebücher und Aufsätze. In das Volksgut eingegangen ist sein Text zu Jean Sibelius’ Sinfonischer Dichtung Finlandia.
1941 nahm er am Weimarer Dichtertreffen teil, wo von den kollaborationswilligen europäischen Schriftstellern die Europäische Schriftsteller-Vereinigung gegründet wurde. In verschiedenen Gedichten schrieb er über die Sterne, und er war Gründungsmitglied der Gesellschaft Torun Ursa für Amateurastronomen. Der 1940 entdeckte Asteroid (1697) Koskenniemi ist nach ihm benannt.

## Ehrungen
Henrik-Steffens-Preis 1942